# Nocturninos
Nocturninos fue un programa de revista nocturna que abordaba diversos temas de actualidad con humor y sátira. También presentaba cápsulas elaboradas por sus corresponsales.
Producido por Carlos Huerta, era transmitido por el canal 52MX de MVS Comunicaciones de lunes a viernes en horario de 23:30 a 00:30 (hora del centro). 
En sus inicios contaba con las participaciones de Alejandra Ley, María José Suárez, Mauricio Barcelata, Denisse Padilla, Daniel Vives y Agustín Cassanova . El elenco fue rotando a lo largo de los años de transmisión, mientras Horacio Villalobos siempre se mantuvo como conductor principal, con el tiempo se apoyó en personalidades como Paula Sánchez, Aníbal Santiago, y Jean Duverger. Sus transmisiones finalizaron el 31 de enero de 2013.

## Contenido
Nocturninos fue un programa que trató temas diversos. Su principal función fue la de informar verazmente a la vez que entretenía al televidente con comentarios absurdos y una actitud infantil. Los temas tratados fueron política y farándula. Podría definirse a Nocturninos como una revista noctámbula, donde se analizaban las noticias del día con humor. Además de presentar secciones de noticias, entrevistas, cine, humor, las anteriormente mencionadas cápsulas, sondeos y hasta un segmento llamado "Drag talk" donde conocidos travestis daban su visión de temas de actualidad.
El programa también presentó a los personajes de Desde Gayola programa del cual Horacio Villalobos fue productor.

## Polémica y crítica
Nocturninos ha sido presa de varias críticas debido a los temas que tocan y las opiniones, lastimando a personas muy sensibles, ciertamente conservadores. Fue una emisión muy liberal, siendo muy agradable para su audiencia, y para los conservadores, todo lo contrario. Contaba con el mayor índice de audiencia de la barra programática de 52MX.

## Particularidades
Se caracterizaba por ser un programa de bajo presupuesto y crítico, de humor negro con una gran sátira y análisis político y social. Tenía disponible varias formas para comunicarse directamente con los conductores al momento de las emisiones en vivo, por medio de redes sociales como Facebook, Twitter, correo electrónico y por la página oficial de 52MX.